# Livello di integrazione dati del gemello digitale
Il livello di integrazione dati del gemello digitale si riferisce al diverso livello di flusso dati e informazioni che può avvenire tra la parte fisica e la copia digitale di un gemello digitale. A seconda del differente livello di integrazione il gemello digitale è stato suddiviso in tre sottocategorie: Digital Model (DM), Digital Shadow (DS) e Digital Twin (DT) (in italiano gemello digitale).

## Definizioni di gemello digitale
Il concetto di gemello digitale è oramai sempre più diffuso e uno dei maggiori esempi di trasformazione digitale non solo nell’attività manifatturiera, dove è nato, ma anche nell'edilizia, nel settore automobilistico e sanitario. Le definizioni di gemello digitale variano a seconda del contesto e settore in cui ci si trova, assumendo sfumature diverse. Nonostante la letteratura fornisca una visione comune del gemello digitale visto come copia digitale di un elemento fisico, le molteplici definizioni portano questo concetto ad essere soggetto a diverse interpretazioni e fraintendimenti. Per esempio, alcuni autori usano indistintamente, considerandoli intercambiali, il concetto di Digital Model (es., modello 3D) e gemello digitale. Tuttavia, esiste una significativa differenza tra gemello digitale e i modelli e sistemi 3D ed essa può essere definita basandosi su un differente livello di integrazione dei dati e scambio di informazioni.

## Livello di integrazione
I dati sono tra gli elementi più importanti del gemello digitale. Secondo Michael Grieves, il primo ad introdurre il concetto di gemello digitale nel 2003, il gemello digitale è composto principalmente da tre parti: oggetto fisico, oggetto digitale o virtuale e dati che forniscono la connessione tra il fisico e il digitale. La parte fisica raccoglie e archivia i dati in tempo reale che sono inviati alla replica digitale per la loro elaborazione. Viceversa, la parte digitale applica i suoi modelli di ingegneria integrati e l'IA sottoponendo i dati all'elaborazione e trasformazione delle informazioni.
A seconda del diverso livello di integrazione dei dati, è stata proposta una classificazione del gemello digitale in tre sottocategorie:
- Digital Model,

- Digital Shadow,

- Digital Twin.

Il gemello digitale (o Digital Twin) è caratterizzato da un flusso dati bidirezionale tra il digitale e il fisico. Se la rappresentazione virtuale non permette un flusso dati automatico bidirezionale, è modellata manualmente e non ha una connessione diretta con l’oggetto fisico, questa non è assimilabile al concetto di gemello digitale, quanto piuttosto a Digital Model o Digital Shadow.
|                | Flusso di dati dall'oggetto fisico all'oggetto digitale | Flusso di dati dall'oggetto digitale all'oggetto fisico |
| -------------- | ------------------------------------------------------- | ------------------------------------------------------- |
| Digital Model  | Manuale                                                 | Manuale                                                 |
| Digital Shadow | Automatico                                              | Manuale                                                 |
| Digital Twin   | Automatico                                              | Automatico                                              |

### Digital Model

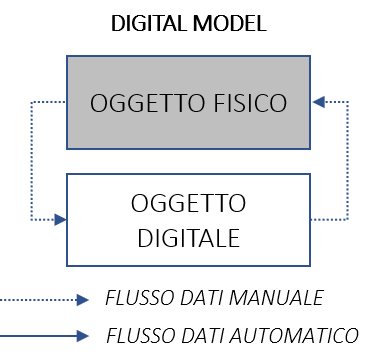
Flusso dati in un Digital Model secondo Kritzinger et al.

Un Digital Model ha il livello più basso di integrazione dei dati. Il termine indica una rappresentazione digitale di un oggetto fisico caratterizzato dall’assenza di un flusso automatico di dati tra l’oggetto fisico e digitale. Questo significa che il flusso di dati dall’oggetto fisico a quello digitale e viceversa è fornito manualmente. Di conseguenza, qualsiasi modifica apportata all’elemento fisico non ha impatti sull'elemento digitale e allo stesso modo qualsiasi modifica all'elemento digitale non inficia sull’elemento fisico.
Il Digital Model spazia dal semplice componente di un edificio all’intero edificio se si considera il settore delle costruzioni. In questo caso, esso è usato per rappresentare e descrivere digitalmente un’idea, comparare diverse opzioni evitando così l’applicazione fisica. Inoltre, il termine si può riferire a modelli di simulazione o a modelli matematici.

### Digital Shadow

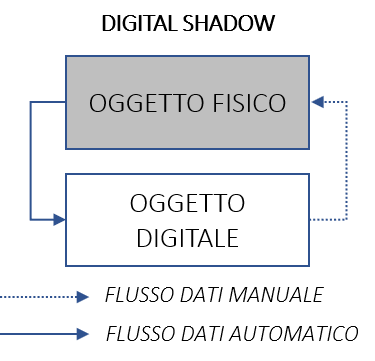
Flusso dati in un Digital Shadow secondo Kritzinger et al.

A partire dal concetto di Digital Model, se c'è un flusso automatico di dati dall'elemento fisico a quello digitale, la rappresentazione digitale prende il nome di Digital Shadow. Quindi un cambiamento nell'oggetto fisico porta ad un cambiamento nell'oggetto digitale ma non viceversa. Secondo uno studio condotto molte ricerche scientifiche sul gemello digitale nell'ambito industriale si fermano al Digital Shadow come livello di integrazione.
Il termine Digital Shadow può essere associato al concetto di BIM nel settore edilizio. Esso può essere caratterizzato e arricchito con simulazioni ma il loro output non è collegato a modifiche automatiche nell'edificio.

### Digital Twin

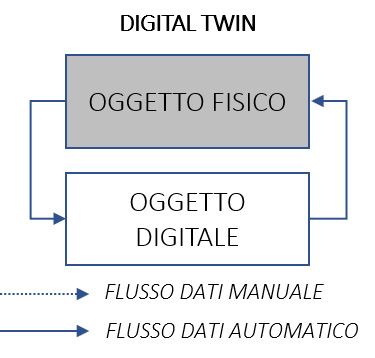
Flusso dati in un Digital Twin secondo Kritzinger et al.

Il livello più elevato di integrazione dei dati è riservato al Digital Twin o gemello digitale. Il flusso di dati è automatico in entrambe le direzioni tra l'oggetto fisico e digitale. In questo contesto, una modifica nello stato dell'oggetto fisico determina un cambiamento anche nello stato dell'oggetto digitale e viceversa.
Diversamente dal Digital Shadow, il gemello digitale permette la verifica di processi fisici e attività prima della loro esecuzione in modo tale da ridurre errori e può evidenziare differenze tra performances reali e simulate per ottimizzare e predire il comportamento. Inoltre, dal momento che i dati all'interno del gemello digitale non sono derivati solo dall'ambiente fisico ma anche da modelli virtuali con i dati elaborati attraverso specifici processi, il gemello digitale è più ricco nei dati rispetto al Digital Shadow.

## Esempi
Applicando il concetto di Digital Twin all'ambiente costruito, il gemello digitale di un edificio non si limita alla sua modellazione 3D, che prende invece il nome di Digital Model o Digital Shadow a seconda del grado di integrazione dei dati. Esso può diventare un gemello digitale se ha un controllo di gestione termica automatizzato o semi-automatizzato o programmando i processi di ristrutturazione o di costruzione utilizzando dispositivi intelligenti in loco collegati.